# Мала Вас (Горишниця)
Мала Вас (словен. Mala vas) — поселення в общині Горишниця, Подравський регіон‎, Словенія.